# Eurycea guttolineata
Eurycea guttolineata (tên tiếng Anh: Three-lined Salamander) là một loài kỳ giông trong họ Plethodontidae.
Nó là loài đặc hữu của Hoa Kỳ.
Các môi trường sống tự nhiên của chúng là các khu rừng ôn hòa, sông, sông có nước theo mùa, đầm nước, đầm nước ngọt, đầm nước ngọt có nước theo mùa, suối nước ngọt, và kênh đào và mương rãnh.
Nó bị đe dọa do mất môi trường sống.

## Hình ảnh

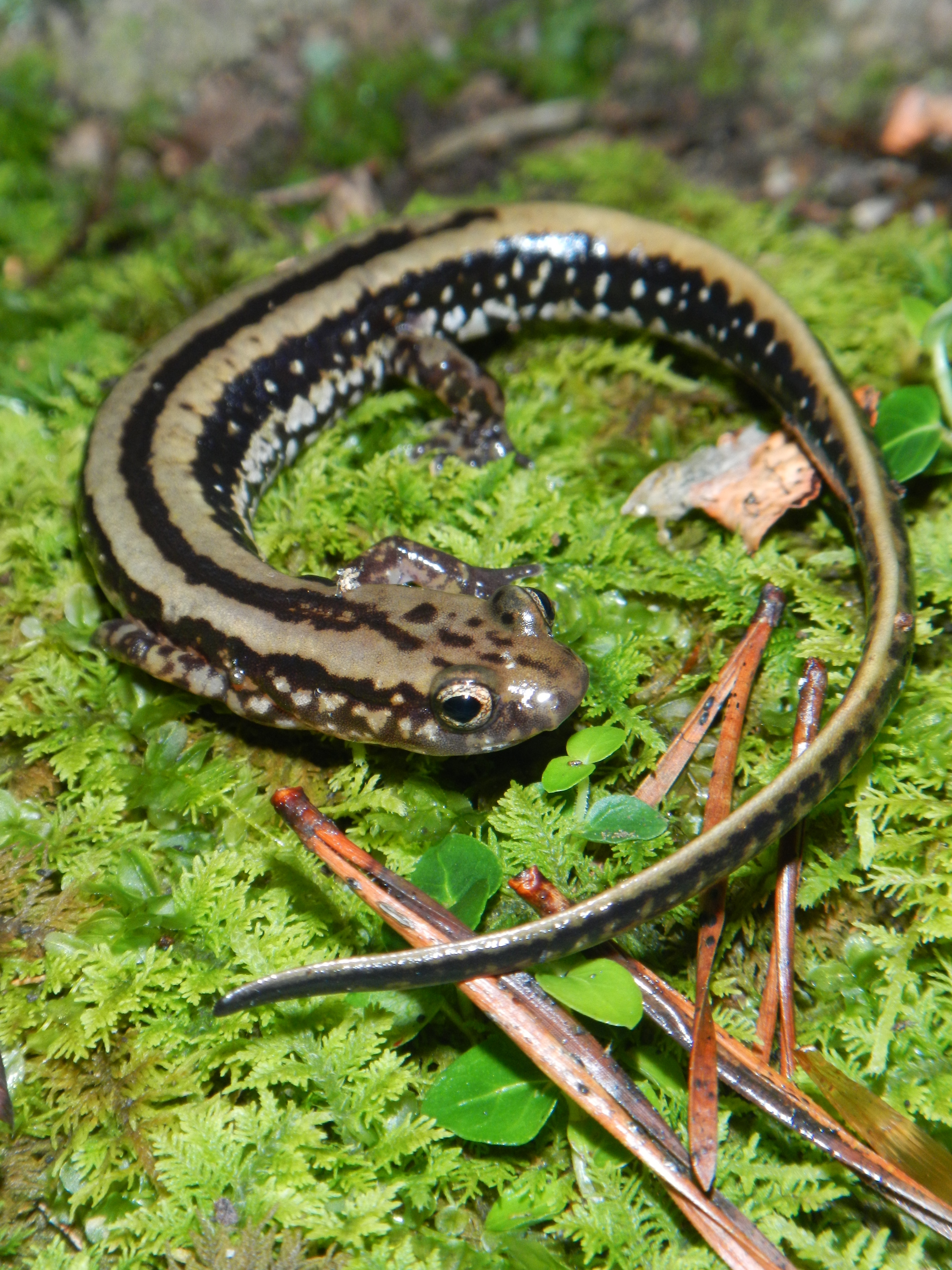